# 圣伯努瓦区
圣伯努瓦区（法語：Arrondissement de Saint-Benoît）是留尼汪（法国海外省）所辖的一个区。总面积736平方公里，总人口101804，人口密度138人/平方公里（1999年）。主要城镇为圣伯努瓦。

## 辖区
圣伯努瓦区辖有9个县，共有6个市镇。